# جان دومن
جان دومن (به انگلیسی: John Doman) (زاده ۹ ژانویه ۱۹۴۵)، بازیگر آمریکایی است.
از فیلم‌های معروف او می‌توان به بازی در فیلم طلوع مرکوری ، شهر ساحلی اشاره کرد.